# Cuker łejkech

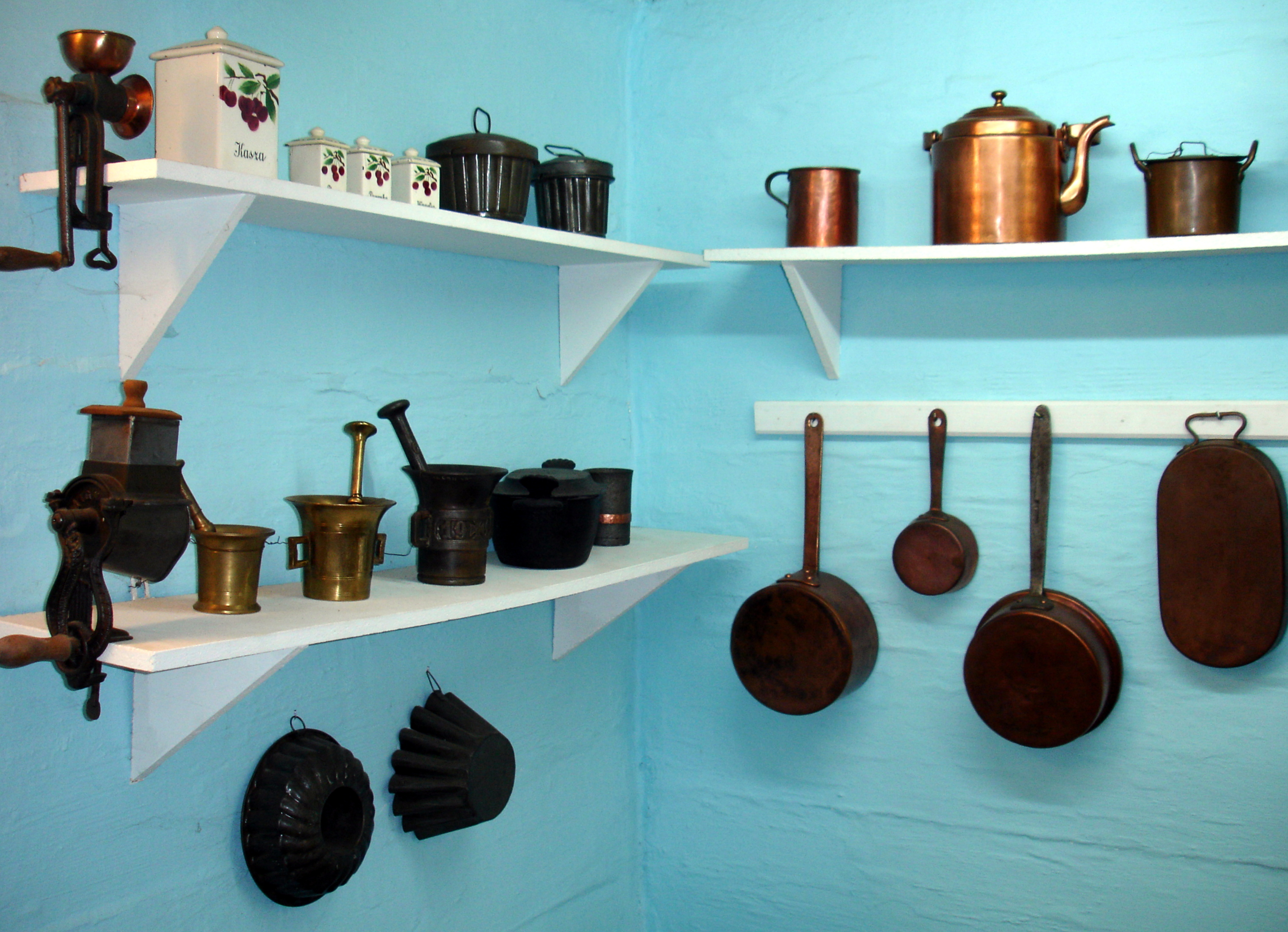
Naczynia kuchenne do przygotowania słodkich wypieków w Galicji, kugli, biszkoptów, musów, serników itp.

Cuker łejkech – odmiana ciasta biszkoptowego, popularne wśród Żydów galicyjskich ciasto weselne.
Podstawowe składniki ciasta to mąka, cukier, jajka, proszek do pieczenia i cytryna.
Przygotowania deseru polega na ubiciu białek razem z cukrem na sztywną pianę, dodając stopniowo utarte żółtka. Następnie wsypuje się mąkę z proszkiem do pieczenia, stale mieszając, a na koniec dodaje sok z cytryny. Gotową masę przelewa się do wysmarowanej tłuszczem formy i piecze w temperaturze 200°C około 40 minut.